# لوکا هرمان
لوکا هرمان (انگلیسی: Luca Herrmann؛ زادهٔ ۲۰ فوریهٔ ۱۹۹۹) بازیکن فوتبال اهل آلمان است.
وی همچنین در تیم‌های ملی فوتبال جوانان آلمان، Germany national under-16 football team، و جوانان آلمان بازی کرده‌است.